# Homalium ogoouense
Espèce
Statut de conservation UICN

 VU D2 : Vulnérable
Homalium ogoouense est une espèce de plantes à fleurs de la famille des Salicaceae endémique du Gabon.

## Publication originale
- Bulletin de la Societe Botanique de France: Memoires 119. 1953.